# Aasta Hansteen

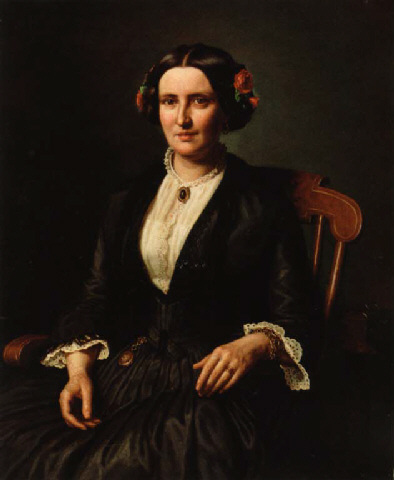
Aasta Hansteen – Kobieta z różą we włosach (1853)

Aasta Hansteen, znana również jako Hasta Hanseen (ur. 10 grudnia 1824 w Christianii, zm. 13 kwietnia 1908 tamże) – norweska malarka, pisarka i feministka.

## Życiorys
Urodziła się w Christianii (obecnie Oslo) jako córka Christophera Hansteena, znanego profesora astronomii, geofizyki i matematyki stosowanej na uniwersytecie w Oslo. Edukację artystyczną rozpoczęła w Kopenhadze (1840–1841), gdzie uczyła się rysunku. Kontynuowała ją przez kolejne trzy lata na Kunstakademie w Düsseldorfie, gdzie studiowała malarstwo. Jest wiązana ze szkołą düsseldorfską. Jej prace wystawiane były na wystawie światowej w Paryżu w 1855 roku.
Po powrocie do Norwegii osiadła w Christianii, gdzie przez kilka lat była uznaną portrecistką. Jej najbardziej znanym obrazem z tego okresu jest prawdopodobnie portret jej ojca, który można zobaczyć na wystawie stałej w norweskiej Galerii Narodowej.
Przytłoczona zainteresowaniem jej twórczością, zrezygnowała na kilka lat z aktywności artystycznej i przeniosła się do regionu Telemark, gdzie zainteresowała się norweskimi dialektami. Po powrocie do stolicy, studiowała u lingwisty Ivara Aasena. W 1862 roku opublikowała anonimowo książkę w języku nynorsk, co uznaje się za pierwszą publikację w tym języku napisaną przez kobietę.
Razem z przybraną córką Teodorą Nielsen 9 kwietnia 1880 roku wypłynęła z Christianii do Stanów Zjednoczonych, gdzie mieszkała przez dziewięć lat (1880–1889). Spędziła sześć i pół roku w okolicach Bostonu oraz dwa i pół roku na Środkowym Zachodzie, głównie w Chicago. Miała okazję spotkać lub zapoznać się z działalnością Lucy Stone, Julia Ward Howe, Mary Livermore i Wendella Phillipsa. Utrzymywała się wówczas z pisania dla stołecznej gazety Verdens Gang, uzupełniając tworzeniem portretów na zamówienie. Powstał wtedy m.in. portret norweski działacza i pisarza Marcusa Thrane'a. W 1889 r. powróciła do Norwegii zainteresowana ruchem praw kobiet. Dołączyła wówczas do Norweskiego Stowarzyszenia Praw Kobiet (Norsk Kvinnesaksforening), udzielając się aktywnie w prasie.
Zmarła w 1908 roku w Kristianii (Oslo). Została pochowana na cmentarzu Chrystusa Zbawiciela.